# Satomi Tadayoshi
Satomi Tadayoshi (里見 忠義?; 1594 – 1622) è stato un samurai del clan Satomi durante il periodo Sengoku.
Fu servitore del clan Ōkubo all'inizio del periodo Edo. Dopo la cospirazione del clan Ōkubo contro le autorità dello shogunato Tokugawa (1614), Tadayoshi, assieme a molti altri membri degli Ōkubo, venne privato dei suoi possedimenti.